# Elecciones locales de Botsuana de 1974
Las elecciones locales de Botsuana de 1974 tuvieron lugar el sábado 26 de octubre del mencionado año con el objetivo de renovar los concejos de los nueve distritos que componen el país, así como los de los tres municipios autónomos (Gaborone, Lobatse y Francistown), para el período 1974-1979. Se realizaron al mismo tiempo que las elecciones parlamentarias generales a nivel nacional, y fueron los segundos comicios locales desde la independencia del país, y los terceros en general tras la instauración del sufragio universal.
Se debía elegir, por medio de escrutinio mayoritario uninominal, a 176 concejales en los nueve distritos que conforman el país y los tres municipios autónomos (Gaborone, Lobatse y Francistown). El resultado fue un rotundo triunfo para el gobernante y hegemónico Partido Democrático de Botsuana (BDP), del presidente en ejercicio Seretse Khama, que logró el 67,45% de los votos y 149 concejales, entre los 66 que obtuvo sin oposición por no presentarse ningún candidato opositor en dichas circunscripciones. Todos los partidos opositores sufrieron retrocesos electorales, y la oposición solo logró imponerse en el distrito Noreste, donde ganó el Partido Popular de Botsuana (BPP), que en todo el país obtuvo el 10,96% de los votos y 11 bancas. El Frente Nacional de Botsuana (BNF), principal partido opositor a nivel nacional, no logró obtener ninguna mayoría, aunque se ubicó en el segundo puesto con un 16,12% de los votos y 12 de los 176 concejales en disputa. El Partido de la Independencia de Botsuana (BIP), con una mayor presencia en el norte del país, se mantuvo como principal opositor en el distrito Noroeste, pero fracasó en obtener el control del concejo.
Tanto el registro como la concurrencia a votar fueron extremadamente bajos, siendo la participación más baja en la historia electoral botsuana, con un 30,32% de los votantes registrados (que era de por sí una cantidad sustancialmente menor que en las anteriores elecciones) emitiendo sufragio. Los motivos para la baja participación, además del desinterés general en las elecciones, fueron las obvias victorias del BDP en varios distritos debido a los triunfos sin oposición, en consonancia con el hecho de que a nivel nacional el partido oficialista fue el único en postular suficientes candidatos como para aspirar a una mayoría absoluta de gobierno. Con este resultado, el BDP se consolidó como el partido dominante de la nación africana.